# 庫里爾斯克
庫里爾斯克是俄羅斯遠東聯邦管區薩哈林州的一個城鎮，名稱的意思為「千島的城鎮」。位於千島群島的擇捉島中部區域。在日本統治時期名為紗那村。
2002年時，人口為2,233人。
庫里爾斯克東北約14公里的別飛聚落，俄文名稱為，為當地目前產業的中心，1992年的人口為1,700人，別飛的郊區則有溫泉。
周边區域多被劃定為自然保護區，2003年，俄羅斯政府在庫里爾斯克附近建設了跑道長度1,500公尺的機場，即伊图鲁普机场。